# 台中日月千禧酒店
24°09′24.2″N 120°38′31.3″E / 24.156722°N 120.642028°E

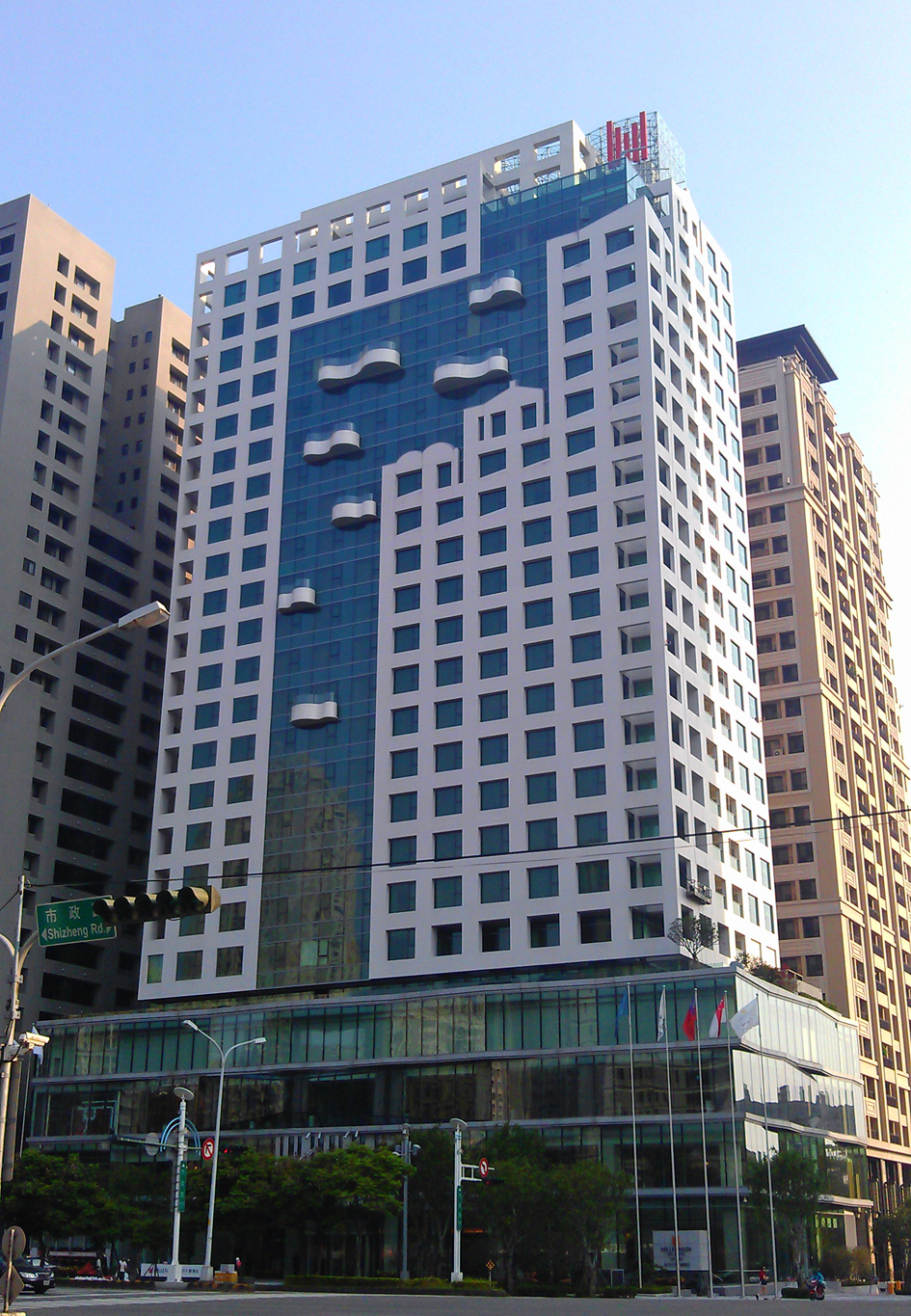
位於市政路的台中日月千禧酒店

台中日月千禧酒店（Millennium Vee Hotel Taichung）是位於臺中市西屯區七期重劃區內的國際飯店，2012年10月15日試營運，2013年3月5日正式開幕。隸屬於新加坡豐隆集團（Hong Leong Group）旗下的千禧酒店集團（Millennium & Copthorne）

## 週邊設施及交通
日月千禧酒店位於南七期市政路與惠中路口，與朝馬客運站、高鐵臺中站及臺中車站均在車程約5～15分鐘左右。酒店鄰近台中捷運水安宮站，步行約十分鐘路程，附近有市府機關、藝文中心及各大百貨商場等。
- 臺中市議會
- 臺灣大道市政大樓
- 惠來遺址
- 臺中國家歌劇院
- 秋紅谷廣場
- 黎明新村

## 外部連結
- 台中日月千禧酒店 （页面存档备份，存于）
- 日月千禧酒店  臺灣旅宿網 （页面存档备份，存于）
- 台中日月千禧酒店的Facebook專頁